# Казыбек (Ат-Башинский район)
Казыбек (кирг. Казыбек) — село в Ат-Башинском районе Нарынской области Киргизской республики. Входит в состав Казыбекского аильного округа.
Расположено юго-восточнее административного центра с. Ат-Баши.
Население на 2009 год — 3767 жителей. Население в основном состоит из представителей племени Черик
и Сарыбагыш.
Названо в честь уроженца села, киргизского поэта Казыбека Мамбетимина уулу (1901—1942).
В 2018 году в селе построен ипподром за 1 млн сомов, где проводятся конноспортивные игры.
Село Казыбек в 2019 году признано лучшим в Ат-Башинском районе и получило награду в размере 100 тыс. сомов.
На территории окрестностей Казыбека действует проект «Защита снежного барса».